# انتونيو كينيلي
انتونيو كينيلي (بالإيطالية: Antonio Cinelli)‏ (8 ديسمبر 1989 بروما في إيطاليا - ) هو لاعب كرة قدم إيطالي في مركز الوسط. لعب مع نادي ساسولو ونادي فيتشينزا ونادي كالياري ونادي لاتسيو ونادي لوميتساني واتحاد بافيا لكرة القدم.

## وصلات خارجية
- انتونيو كينيلي على موقع قاعدة بيانات كرة القدم.إي يو (الإنجليزية)
- انتونيو كينيلي على موقع Soccerway.com (الإنجليزية)
- انتونيو كينيلي على موقع عالم كرة القدم.نت (الإنجليزية)
- انتونيو كينيلي على موقع AS.com (الإسبانية)